# Vinter-OL 1960
Vinter-OL 1960, officielt De VIII. Olympiske Vinterlege, blev afholdt i 1960 i Squaw Valley, Californien, USA. Squaw Valley vandt retten til at afholde legene i 1955.

## Medaljer
Værtsnation med fed.
| Medaljefordelingen ved vinter-OL 1960 | Medaljefordelingen ved vinter-OL 1960 | Medaljefordelingen ved vinter-OL 1960 | Medaljefordelingen ved vinter-OL 1960 | Medaljefordelingen ved vinter-OL 1960 |       |
| Nr.                                   | Land                                  | Guld                                  | Sølv                                  | Bronze                                | Total |
| ------------------------------------- | ------------------------------------- | ------------------------------------- | ------------------------------------- | ------------------------------------- | ----- |
| 1                                     | Sovjetunionen                         | 7                                     | 5                                     | 9                                     | 21    |
| 2                                     | Forenet tysk hold                     | 4                                     | 3                                     | 1                                     | 8     |
| 3                                     | USA                                   | 3                                     | 4                                     | 3                                     | 10    |
| 4                                     | Norge                                 | 3                                     | 3                                     | 0                                     | 6     |
| 5                                     | Sverige                               | 3                                     | 2                                     | 2                                     | 7     |
| 6                                     | Finland                               | 2                                     | 3                                     | 3                                     | 8     |
| 7                                     | Canada                                | 2                                     | 1                                     | 1                                     | 4     |
| 8                                     | Schweiz                               | 2                                     | 0                                     | 0                                     | 2     |
| 9                                     | Østrig                                | 1                                     | 2                                     | 3                                     | 6     |
| 10                                    | Frankrig                              | 1                                     | 0                                     | 2                                     | 3     |
| 11                                    | Holland                               | 0                                     | 1                                     | 1                                     | 2     |
|                                       | Polen                                 | 0                                     | 1                                     | 1                                     | 2     |
| 13                                    | Tjekkoslovakiet                       | 0                                     | 1                                     | 0                                     | 1     |
| 14                                    | Italien                               | 0                                     | 0                                     | 1                                     | 1     |
| Total                                 | Total                                 | 28                                    | 26                                    | 27                                    | 81    |

## Deltagende nationer
Legene havde deltagelse af følgende 30 nationer:
| - Argentina - Australien - Bulgarien - Canada - Chile - Danmark - Finland - Frankrig | - Holland - Island - Italien - Japan - Libanon - Liechtenstein - New Zealand - Norge | - Polen - Schweiz - Sovjetunionen - Spanien - Storbritannien - Sverige - Sydafrika - Sydkorea | - Tjekkoslovakiet - Tyrkiet - Tyskland - Ungarn - USA - Østrig |

Sydafrika deltog i olympiske vinterlege for første gang. De to tysklande stillede med et fælles hold.

## Ishockey
Den olympiske ishockeyturnering blev spillet i Squaw Valley, og den gjaldt samtidig som det 27. verdensmesterskab i ishockey. For de europæsike hold gjaldt den endvidere som det 38. EM i ishockey. Turneringen blev spillet den 19. – 28. februar 1960.
De 9 deltagende hold spillede først en indledende runde i tre grupper, hvorfra de to bedste i hver gruppe gik videre til finalerunden om 1.-6.pladsen, mens de sidste tre hold spillede videre i placeringsrunden om pladserne 7-9. For første gang deltog Japan og Australien ved en olympisk ishockeyturnering. To interne tyske kvalifikationskampe afgjorde, at det vesttyske landshold repræsenterede Tyskland, der ellers stillede med et fælles hold ved disse lege. 
Værtslandet USA udnyttede hjemmebanefordelen og vandt overraskende OL-guld i ishockey for første gang foran de to favorithold fra Canada og Sovjetunionen. Det var samtidig USA's anden VM-titel – 27 år efter den første titel i 1933.

### Kvalifikation
Et tysk hold var kvalificeret til at deltage i turneringen, så de to tyske landshold spillede to udtagelseskampe om OL-pladsen. Den første kamp blev spillet den 9. november 1959 i Garmisch-Partenkirchen i Vesttyskland, hvor vesttyskerne vandt 5-2. Også returkampen tre dage senere i Weißwasser endte med vesttysk sejr, denne gang 5-3. Og dermed vandt det vesttyske landshold retten til at repræsentere Tyskland i den olympiske ishockeyturnering.

### Indledende runde
De 9 lande var inddelt i tre grupper. De to bedste fra hver gruppe gik videre til finalerunden, mens de øvrige hold fortsatte i placeringsrunden.
Gruppe A
| Dato  | Kamp             | Res. | Perioder      |
| ----- | ---------------- | ---- | ------------- |
| 19.2. | Canada - Sverige | 5-2  | 2-1, 1-1, 2-0 |
| 20.2. | Canada - Japan   | 19-1 | 5-0, 7-1, 7-0 |
| 21.2. | Sverige - Japan  | 19-0 | 8-0, 5-0, 6-0 |

| Gruppe A | Kampe | Mål  | Point |
| -------- | ----- | ---- | ----- |
| Canada   | 2     | 23-4 | 4     |
| Sverige  | 2     | 21-5 | 2     |
| Japan    | 2     | 1-38 | 0     |

Gruppe B
| Dato  | Kamp                         | Res. | Perioder      |
| ----- | ---------------------------- | ---- | ------------- |
| 19.2. | Sovjetunionen - Vesttyskland | 8-0  | 3-0, 3-0, 2-0 |
| 20.2. | Sovjetunionen - Finland      | 8-4  | 2-1, 4-0, 2-3 |
| 21.2. | Vesttyskland - Finland       | 4-1  | 1-0, 2-0, 1-1 |

| Gruppe B      | Kampe | Mål  | Point |
| ------------- | ----- | ---- | ----- |
| Sovjetunionen | 2     | 16-4 | 4     |
| Vesttyskland  | 2     | 4-9  | 2     |
| Finland       | 2     | 5-12 | 0     |

Gruppe C
| Dato  | Kamp                         | Res. | Perioder      |
| ----- | ---------------------------- | ---- | ------------- |
| 19.2. | USA - Tjekkoslovakiet        | 7-5  | 1-1, 2-0, 2-0 |
| 20.2. | Tjekkoslovakiet - Australien | 18-1 | 7-1, 3-0, 8-0 |
| 21.2. | USA - Australien             | 12-1 | 6-0, 3-0, 3-1 |

| Gruppe C        | Kampe | Mål  | Point |
| --------------- | ----- | ---- | ----- |
| USA             | 2     | 19-6 | 4     |
| Tjekkoslovakiet | 2     | 23-8 | 2     |
| Australien      | 2     | 2-30 | 0     |

### Placeringsrunde
De tre hold, der ikke gik videre til finalerunden, spillede placeringsrunde om pladserne 7-9.
| Dato  | Kamp                 | Res. | Perioder      |
| ----- | -------------------- | ---- | ------------- |
| 22.2. | Finland - Australien | 14-1 | 8-1, 4-0, 2-0 |
| 23.2. | Finland - Japan      | 6-6  | 2-1, 3-2, 1-3 |
| 24.2. | Japan - Australien   | 13-2 | 3-0, 4-0, 6-2 |
| 25.2. | Finland - Australien | 19-2 | 6-1, 5-1, 8-0 |
| 26.2. | Finland - Japan      | 11-2 | 2-1, 6-0, 3-1 |
| 27.2. | Japan - Australien   | 11-3 | 6-0, 2-1, 3-2 |

| Slutstilling | Kampe | Mål   | Point |
| ------------ | ----- | ----- | ----- |
| Finland      | 4     | 50-11 | 7     |
| Japan        | 4     | 32-22 | 5     |
| Australien   | 4     | 8-57  | 0     |

### Finalerunde
De to bedste fra hver indledende gruppe gik videre til finalerunden om 1.-6.pladsen.
| Dato  | Kamp                            | Res. | Perioder      |
| ----- | ------------------------------- | ---- | ------------- |
| 22.2. | USA - Sverige                   | 6-3  | 4-0, 1-2, 1-1 |
| 22.2. | Sovjetunionen - Tjekkoslovakiet | 8-5  | 3-2, 2-1, 3-2 |
| 22.2. | Canada - Vesttyskland           | 12-0 | 6-0, 1-0, 5-0 |
| 24.2. | USA - Vesttyskland              | 9-1  | 1-0, 2-0, 2-0 |
| 24.2. | Sovjetunionen - Sverige         | 2-2  | 0-0, 0-0, 2-2 |
| 24.2. | Canada - Tjekkoslovakiet        | 4-0  | 3-0, 1-0, 0-0 |
| 25.2. | Sovjetunionen - Vesttyskland    | 7-1  | 0-1, 4-0, 3-0 |
| 25.2. | USA - Canada                    | 2-1  | 1-0, 1-0, 0-1 |
| 25.2. | Tjekkoslovakiet - Sverige       | 3-1  | 3-0, 0-1, 0-0 |
| 27.2. | Tjekkoslovakiet - Vesttyskland  | 9-1  | 3-1, 4-0, 2-0 |
| 27.2. | USA - Sovjetunionen             | 3-2  | 1-2, 1-0, 1-0 |
| 27.2. | Canada - Sverige                | 6-5  | 1-4, 1-0, 4-1 |
| 28.2. | Sverige - Vesttyskland          | 8-2  | 2-0, 2-2, 4-0 |
| 28.2. | USA - Tjekkoslovakiet           | 9-4  | 3-3, 0-1, 6-0 |
| 28.2. | Canada - Sovjetunionen          | 8-5  | 3-0, 1-3, 4-2 |

| Slutstilling    | Kampe | Mål   | Point |
| --------------- | ----- | ----- | ----- |
| USA             | 5     | 29-11 | 10    |
| Canada          | 5     | 21-12 | 8     |
| Sovjetunionen   | 5     | 24-19 | 5     |
| Tjekkoslovakiet | 5     | 21-23 | 4     |
| Sverige         | 5     | 19-19 | 3     |
| Vesttyskland    | 5     | 5-45  | 0     |

### Medaljevindere
| Guld | Sølv | Bronze |
| USA | Canada | Sovjetunionen |
| Roger Christian William Christian Robert Cleary William Cleary Eugene Grazia Paul Johnson John Kirrane John Mayasich John McCartan Robert McVey Richard Meredith Rodney Paavola Lawrence Palmer Weldon Olson Edwyn Owen Richard Rodenheiser Thomas Williams | Maurice Benoît Robert Attersley James Connelly Jack Douglas Fred Etcher Robert Forhan Donald Head Harold Hurley Kenneth Laufman Floyd Martin Robert McKnight Clifford Pennington Donald Rope Robert Rousseau George Samolenko Harry Sinden Darryl Sly | Venjamin Alexandrov Alexander Almetov Juri Baulin Mikhail Bysjkov Vladimir Grebennikov Jevgeni Grosjev Viktor Jakusjev Jevgeni Jerkin Nikolai Karpov Alfred Kusjevskij Konstantin Loktev Stanislav Petuchov Viktor Prjasjnikov Nikolai Putjkov Genrich Sidorenkov Nikolai Sologubov Juri Tsitsinov |

### Samlet rangering
| OL / VM 1960 | OL / VM 1960    |
| ------------ | --------------- |
| Guld         | USA             |
| Sølv         | Canada          |
| Bronze       | Sovjetunionen   |
| 4.           | Tjekkoslovakiet |
| 5.           | Sverige         |
| 6.           | Vesttyskland    |
| 7.           | Finland         |
| 8.           | Japan           |
| 9.           | Australien      |

| EM 1960 | EM 1960         |
| ------- | --------------- |
| Guld    | Sovjetunionen   |
| Sølv    | Tjekkoslovakiet |
| Bronze  | Sverige         |
| 4.      | Vesttyskland    |
| 5.      | Finland         |